# Glenties
Glenties (irisch Na Gleanntaí; dt. „Die Bergschluchten“) ist eine Ortschaft mit 927 Einwohnern (Stand 2022) im Nordwesten Irlands im Westen des County Donegal. Dort, wo sich der Ort befindet, nordwestlich der Bluestack Mountains, treffen sich zwei Täler, wodurch Glenties seinen Namen erhielt.
Glenties liegt auf der N56, die als Zirkularroute von und nach Donegal den Westen und Norden des Countys erschließt, und wird aufgrund seiner zentralen Lage für Reisen in das nördlichere Donegal von vielen Touristen besucht. Der Ort hat viele lebendige Pubs mit traditioneller Livemusik und ein bekanntes Hotel (The Highlands). Jedes Jahr findet in Glenties im September mit dem Harvest Fair Day eine viel besuchte Messe statt, und das Städtchen war auch bereits Gewinner der Tidy Towns Competition, die jedes Jahr den saubersten Ort Irlands kürt.
Das wohl auffälligste Gebäude des Ortes ist die Kirche von St. Connell’s, die 1974 gebaut wurde. Sie hat ein Flachdach, das an den Seiten im steilen Winkel zum Boden abfällt. Die Glocke der alten Kirche von Glenties wurde in die neue Kirche übernommen und ist noch heute im Einsatz. Außerdem ist Glenties der Standort dreier Schulen.
1981 wurde in Glenties in Erinnerung an den hier geborenen Dichter und Schriftsteller Patrick MacGill die MacGill Summer School gegründet, in deren Rahmen seitdem jährlich landesweit beachtete gesellschaftspolitische Debatten stattfinden.

## Persönlichkeiten
- James McDevitt (1831–1879), römisch-katholischer Bischof von Raphoe, geboren in Glenties
- Patrick MacGill (1889–1963), Dichter und Schriftsteller, geboren in Glenties